# Nuove frontiere
Nuove frontiere (New Frontier) è un film del 1939 diretto da George Sherman. Il film è conosciuto anche con il titolo Frontier Horizon e, in Italia, con il titolo Il confine della paura.
È un film western statunitense con protagonisti John Wayne, Ray Corrigan e Raymond Hatton. La pellicola segna l'esordio di Jennifer Jones, accreditata come Phylis Isley.
Fa parte della serie di 51 film western a basso costo dei Three Mesquiteers, basati sui racconti di William Colt MacDonald e realizzati tra il 1936 e il 1943. Wayne partecipò ad otto di questi film (Nuove frontiere fu l'ultimo).

## Trama
Un villaggio di allevatori e agricoltori festeggia il 50º anniversario della sua fondazione ma la metropoli poco distante ha bisogno di acqua e si rende necessaria la costruzione di una diga che cancellerà il villaggio. Gli abitanti, nonostante le iniziali resistenze accettano la proposta della società costruttrice che offre loro in cambio un territorio nel deserto presentato come ricco e fiorente. Scoperto l'inganno riescono con l'aiuto dei Mesquiteers a bloccare il progetto e far condannare gli avidi affaristi.

## Produzione
Il film, diretto da George Sherman su una sceneggiatura di Betty Burbridge e Luci Ward, fu prodotto da William Berke per la Republic Pictures e girato nel ranch di Corriganville a Simi Valley, nell'Iverson Ranch a Los Angeles e nella Van Norman Reservoir a Granada Hills, in California.

## Distribuzione
Il film fu distribuito negli Stati Uniti il 10 agosto 1939 dalla Republic Pictures.